# Tokaji esszencia
A tokaji esszencia vagy más néven eszencia, natúresszencia, nektár a Tokaj-hegyaljai borvidék zárt területén termő, a Botrytis cinerea hatására nemesen rothadt, tőkén aszúsodó és szüretkor külön, szemenként leszedett aszúszemekből készül. Préselés nélkül készül, a szőlőszemek saját súlyuknál fogva nyomják össze egymást és így folyik ki belőlük a lé, amely sűrű nektárt képez. Ez minimális erjedés után – mely évekig is eltart – válik tokaji borkülönlegességgé. Ásványi anyagokban, cukorban és az aszúszemre jellemző különleges aromákban, zamatokban gazdag. Kisméretű fahordókban, üvegballonokban érlelik. Legalább 180g/l természetes cukrot, valamint 45g/l cukormentes extraktot tartalmaz. Magas cukortartamának köszönhetően több évig tartó, nagyon lassú erjedés után is mindössze 2-6% alkoholtartalma lesz. Miután nagyon fontos a minősége, nem minden évben készítik, hanem csak a legkiválóbb aszús évjáratokban, ezért a borok királyának is szokták nevezni.

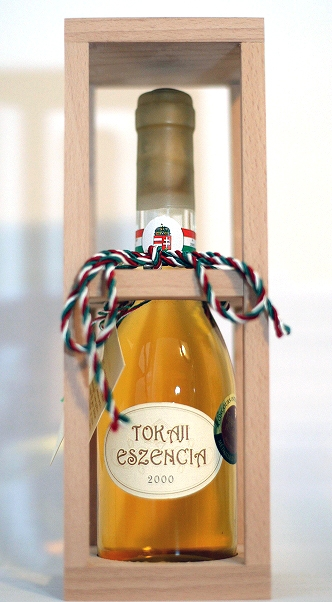
Tokaji eszencia

Egy puttony (28-30 liter) aszúszemből mindössze 1-1,5 liter eszencia lesz. Felszolgálása 14-16 Celsius-fokon desszertboros pohárban szokásos. Egyes éttermekben kristálykanálban kínálják fogyasztásra.
Az eszenciák között is különleges az „Üstökös aszúnak” elnevezett eszencia, amelyet 1811-ben a Halley-üstökös megjelenésének évében szüretelt szőlőből készítettek és a Christie’s árverésén (vélhetőleg) jelentős összegért kelt el.
Nem összetévesztendő az aszúeszenciával, ami mára megszűnt besorolása az aszúboroknak, és a 6 puttonyos beltartalom feletti aszú bort jelentette. Ez a névhasonlóság nagyon sok félreértésre ad okot.  A bortörvény szerint a 2008-as évjárat óta már nem használható az aszúeszencia megnevezés.